# Monofluoramin
Monofluoramin, NH2F, ist ein farbloses, zersetzliches Gas mit Schmelzpunkt bei circa −100 °C. Es wurde erstmals 1988 von Rolf Minkwitz synthetisiert.
Das Monofluoramin ist pyramidal gebaut und besitzt Cs-Symmetrie. Es zersetzt sich bereits bei circa −100 °C:
{\displaystyle \mathrm {3\ NH_{2}F\longrightarrow NH_{4}F+2\ HF+N_{2}} }
Die Zersetzung erfolgt analog dem Dichloramin.
Analog dem Monochloramin ist Monofluoramin ein starkes Aminierungsmittel:
{\displaystyle \mathrm {NH_{2}F+Cl^{-}\longrightarrow NH_{2}Cl+F^{-}} }
Monofluoramin ist eine schwache Base und bildet mit starken Säuren HX Salze der Form NH3F+X−, wobei das NH3F+ als Fluorammonium-Ion bezeichnet wird.
Die Synthese erfolgt im Hochvakuum aus dem Flusssäure-Salz NH3F+HF2−. Dieses wird verdampft und über Kaliumfluorid-Pulver geleitet. Dabei wird das HF absorbiert. Das Monofluoramin kann in flüssigem Stickstoff als farbloser Feststoff kondensiert und isoliert werden.